# Jägersfreude

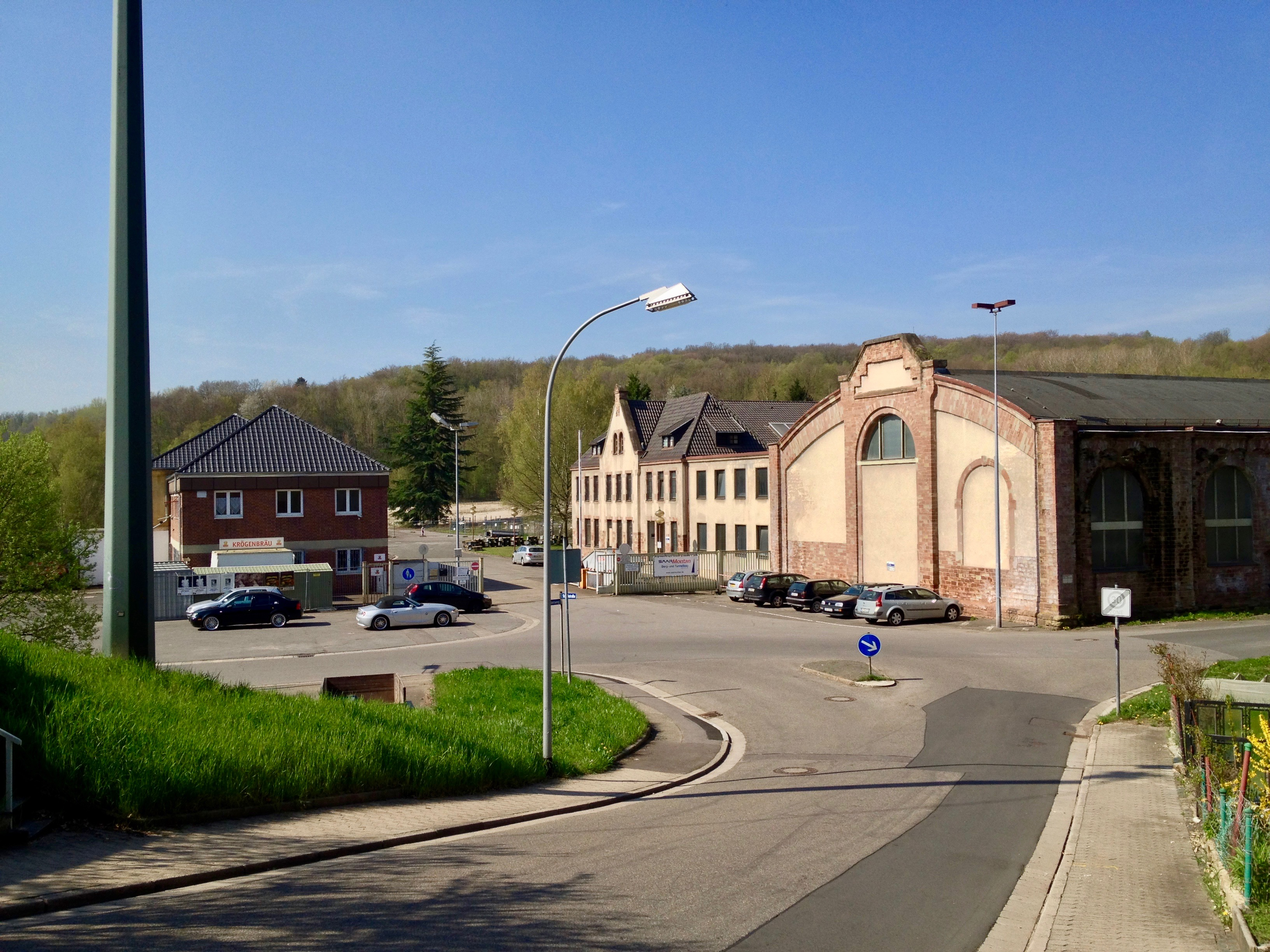
Reste der Grube Jägersfreude 2013

Jägersfreude im Westen des Stadtbezirks Dudweiler (gelb)

Jägersfreude ist ein Stadtteil von Saarbrücken im Stadtbezirk Dudweiler mit 326 Hektar Fläche und 1923 Einwohnern (Stand 31. Dezember 2015, Melderegister).
Im Volksmund wird Jägersfreude oft als „Blechhammer“ bezeichnet; dies geht zurück auf ein um 1750 errichtetes Platinenhammerwerk.

## Lage
Jägersfreude liegt im Sulzbachtal zwischen der Saarbrücker Innenstadt (St. Johann, Am Homburg, Rodenhof) und Dudweiler. Weiterer unmittelbarer Nachbarort ist Herrensohr.

## Geschichte
1718 wird an der südwestlichen Gemarkungsgrenze von Dudweiler auf der rechten Seite des Sulzbachs unterhalb des Herrensohrer Waldes, der sich damals bis an die Talwiesen erstreckte, durch Johannes Bregenzer eine Schmelze angelegt, deren Leitung dann der von einer Hugenottenfamilie abstammende Johann Nikolaus Guinand aus Neustadt übernimmt.
1724 wird Guinand selbst Besitzer des Werks, verkauft es aber 1729 wieder, als er in die Pfalz zurückkehrt und in Wattenheim ein Hüttenwerk erwirbt. In seinem Beitrag, den er aus Anlass der 250. Wiederkehr der Gründung der Schmelze in den „Saarbrücker Heften“ veröffentlichte, nimmt Alfred Petto an, dass die Schmelze um das Jahr 1745 in der Regie der fürstlich-nassauischen Verwaltung betrieben wurde und anschließend einige Jahre stillgelegen habe.
Anfang der 1750er Jahre sei die ehemalige Schmelze in ein Hammerwerk umgebaut worden, auf welchem man in einem Schneidwerk Eisenrohrschienen (Platinen) herstellte und diese dann zu Schwarzblech aushämmerte. Aus diesem Grund wird „die alte Schmelze“ – so die Bezeichnung in dem um 1760 geschriebenen Familienbuch des Dudweiler Pfarrers Johann Christian Bartels – zur besseren Unterscheidung der zwischenzeitlich neu angelegten Schmelze bei Fischbach „Platinenhammer“ genannt; im Volksmund, bzw. der heimischen Umgangssprache setzt sich aber schnell die kürzere Bezeichnung „Blechhammer“ durch. Im Zusammenhang mit der Inbetriebnahme des „Platinenhammers“ wird eine Stollengrube in der Nähe angelegt, in der die notwendigen Kohlen gegraben werden; in einem Bericht vom 12. April 1766 heißt sie „Platiner Kohlengrube“.
1793 kommt nach der Stilllegung des Hammerwerkes auch die Kohleförderung in Jägersfreude erstmals zum Erliegen.
Im Oktober 1766 übernimmt die Gesellschaft Gebr. Beer den Blechhammer für 10 Jahre; dann geht er im Zuge eines Gütertausches an das Stift St. Arnual über. Bei dieser Gelegenheit erhält nach dem Wunsch des Fürsten Ludwig ein herrschaftlicher Jäger im Wohnhaus des Verwalters einen Wohnraum; dadurch entsteht der Name „Jägersfreude“, der im Laufe der Jahrzehnte die offizielle Bezeichnung für die Siedlung wird.
1782 pachtet Francois Louis Gouvy das Jägersfreuder Hammerwerk. Nach den Revolutionsjahren, als die Arbeit vorübergehend eingestellt ist, wird das Werk im Jahr 1800 von der Familie Gouvy gekauft; nach mancherlei Schwierigkeiten und besitzrechtlichen Änderungen verkauft die Familie Gouvy 1852 das Werk für 11 479 Taler an den Saarbrücker Unternehmer Heinrich Schenkelberger. Dieser richtet im ehemaligen Hammerwerk eine Chamotte-Fabrik ein. Den als Rohstoff erforderlichen Tonstein bezieht er aus der Jägersfreuder Grube, später aus den Gruben von Schwalbach und Wellesweiler. Da mit dem Aufschwung der Gruben in der 2. Hälfte des 19. Jahrhunderts viele neue Koks-Öfen gebaut werden, ist die Nachfrage nach feuerfesten Steinen groß. Heinrich Schenkelberger lässt sich auf der St. Johanner Seite des Sulzbaches in der Weiherstraße ein Haus erbauen; bis vor kurzem befand sich darin die Drogerie Johann.
1815 arbeiten aber wieder 40 Bergleute in Jägersfreude; wegen der steigenden Nachfrage ist 1808 der Sulzbachstollen wieder in Betrieb genommen worden. Unmittelbar nach der Jahrhundertmitte, um etwa 1850 herum also, beginnt dann mit dem Bau der Nahetalbahn der Aufschwung auch für die Jägersfreuder Grube. 1856 wird der erste Schacht gehauen, der bis 95 m abgeteuft wird und 1921 außer Betrieb genommen und anschließend wieder verfüllt wurde. Der ebenfalls 1856 angehauene Schacht Jägersfreude II wurde bis 140 m abgeteuft und erst 1931 außer Betrieb genommen; von 1943 an wurde der Schacht verfüllt. Nach dem überraschenden Ergebnis einer 1896 durchgeführten Bohrung wurde 1898 der Schiedebornschacht angehauen und ein Querschlag nach Jägersfreude angelegt. Zur Produktionssteigerung legte man in Jägersfreude in den Jahren 1906–1908 den neuen Schacht Jägersfreude III an, der eine Endteufe von 720 m erreichte und lange Zeit als Wetterschacht noch vorhanden war. Die zweite, heute nicht mehr stehende Schachtanlage Jägersfreude IV, wurde zwischen 1920 und 1922 abgeteuft und hatte eine Endteufe von 521 m. 1887 muss Schenkelberger wegen Konkurses sein Werk versteigern lassen; für 142.000 Mark wird es 1888 von der Coburger Firma Geith übernommen, doch kommt die Produktion nach wenigen Jahren erneut zum Erliegen.
1899 kauft der St. Johanner Bürger Schmoll das Werk mit allen Ländereien und Gebäuden; das ehemalige Hammerwerk an der Straße mit den hohen Fenstern vermietet er an die Gemeinde Dudweiler, die in den großen Räumen Schulsäle einrichtet. Bis zur Fertigstellung der Mozartschule im Jahre 1909 lernen die Kinder hier lesen, schreiben und rechnen.
Für Jägersfreude ist die folgende Episode besonders interessant:
In den 90er Jahren des 19. Jahrhunderts war der damals noch selbständige Stadtrat von St. Johann bereit, den für St. Johann sehr abgelegenen Stadtteil Jägersfreude an Dudweiler abzutreten. Dieses einmalige Angebot wurde vom Dudweiler Gemeinderat unter Bürgermeister Petermann mit der Begründung abgelehnt, es bestehe die Gefahr, in Jägersfreude ein neues Schulgebäude errichten zu müssen. Schon nach etwa zehn Jahren begann man dann mit der Planung der 16-klassigen Mozartschule.
Nach dem Ersten Weltkrieg wird das gesamte Gelände des ehemaligen Werkes von der französischen Grubenverwaltung angekauft. Während dieser Zeit des Völkerbund-Mandats über das Saargebiet (1920–1935) bestand in Jägersfreude eine Domanialschule.
Nach dem Zweiten Weltkrieg mietet die Schreinerei Paul Springer das Gebäude des früheren Hammerwerks und richtet dort eine Werkstatt ein, bis die Grubenverwaltung wegen der vorgesehenen Neubauten – Wohnhäuser für die Grubenarbeiter – den Mietvertrag mit der Schreinerei Springer kündigt und alle alten Gebäude abreißen lässt.
Der neuseeländische Pilot William Gould stürzte am 28./29. August 1942, mitten im Zweiten Weltkrieg, mit seiner Handley Page Hampden in Jägersfreude ab.
Am 26. Juli 1968 sind die Übertage- und die Kohlenaufbereitungsanlagen des Jägersfreuder Steinkohlenbergwerks stillgelegt worden. Ein wichtiges Kapitel der Jägersfreuder Geschichte ist damit zu Ende gegangen und die beiden Fördertürme waren bis zu ihrem Abriss im Jahre 1988 die letzten großen Denkmäler für diesen einstmals so wichtigen Wirtschaftszweig. Heute, um den Jahrtausendwechsel, zeugen in der Hauptstraße von Jägersfreude nur noch zwei Überbleibsel des Turm-Abrisses sozusagen als kleine Denkmäler und Symbole vom Bergbau in dieser Region.

## Verkehr
Der Haltepunkt Jägersfreude liegt an der Bahnstrecke Bingen–Saarbrücken und wird von der RB 73 bedient.